# Urbain-René Pilastre de la Brardière
Urbain-René Pilastre de La Brardière, né le 10 octobre 1752 à Cheffes (généralité de Tours, actuel département du Maine-et-Loire), mort le 24 avril 1830 dans la même ville, est un homme politique de la Révolution française.

## Biographie

### Mandat à la Constituante
Urbain-René Pilastre de La Brardière est élu représentant suppléant du tiers état pour la sénéchaussée d'Anjou lors des États généraux de 1789. Il est admis à siéger en novembre 1789 à la faveur de la démission de François Rabin, représentant du clergé.
En mai 1791, il vote en faveur du rattachement au Comtat Venaissin à la France, et en faveur de l'octroi de la citoyenneté aux hommes libres de couleur dans les colonies. Parallèlement à son mandat, il fréquente le club des Jacobins.
Au terme de son mandat à l'Assemblée nationale constituante, il est élu maire d'Angers.

### Mandat à la Convention
La monarchie constitutionnelle instaurée par la constitution de 1791 prend fin à l'issue de la journée du 10 août 1792 : les bataillons de fédérés bretons et marseillais et les insurgés des faubourgs de Paris prennent le palais des Tuileries. Louis XVI est destitué et incarcéré avec sa famille à la tour du Temple.
En septembre 1792, Urbain-René Pilastre de La Brardière est élu député du Maine-et-Loire, le cinquième sur onze, à la Convention nationale, où il siège sur les bancs de la Gironde, aux côtés de ses collègues angevins Louis-Marie de La Révellière-Lépeaux, Jean-Baptiste Leclerc et Julien-Camille Le Maignan, comme lui d'anciens constituants.
Lors du procès de Louis XVI, il vote « la réclusion et le bannissement à la paix », rejetant l'appel au peuple mais se prononçant en faveur du sursis à l'exécution. En avril 1793, il vote en faveur de la mise en accusation de Jean-Paul Marat. En mai de la même année, il vote en faveur du rétablissement de la Commission des Douze. Pilastre remet sa démission de son mandat en août en invoquant des raisons de santé, comme ses collègues Leclerc et Simon Coren-Fustier, député de l'Ardèche. Il est remplacé par Michel-Louis Talot.

### Sous le Directoire
Il réussit à rejoindre son département où il est réélu député au Conseil des Anciens pour le Maine-et-Loire le 20 vendémiaire an IV (13 octobre 1795). Il est secrétaire du Conseil jusqu'en mai 1798.
Ayant soutenu le Coup d'État du 18 brumaire (9 novembre 1799), il est choisi par le Sénat conservateur pour être député au Corps législatif le 4 nivôse an VIII (25 décembre 1799), jusqu'au 1er juin 1803.
Il se retire alors dans son domaine de Soudun situé sur la commune de Cheffes.
Le 4 novembre 1820, il est réélu député de l'opposition constitutionnelle jusqu'au 6 mars 1824.
Il meurt le 24 avril 1830 dans sa propriété.

## Sources
1. ↑  « Liste des noms et qualités de messieurs les députés et suppléants à l'Assemblée nationale », Archives Parlementaires de la Révolution Française, vol. 8, no 1,‎ 1875, p. 5–34 (lire en ligne, consulté le 14 mai 2024)
2. ↑  « Vérification des pouvoirs, lors de la séance du 13 novembre 1789 », Archives Parlementaires de la Révolution Française, vol. 10, no 1,‎ 1878, p. 42–42 (lire en ligne, consulté le 14 mai 2024)
3. ↑  « Liste des membres avant répondu à l’appel nominal dans l'affaire d'Avignon, en annexe de la séance du 4 mai 1791 », Archives Parlementaires de la Révolution Française, vol. 25, no 1,‎ 1886, p. 577–584 (lire en ligne, consulté le 14 mai 2024)
4. ↑  « Liste des députés qui ont voté oui dans l’affaire des colonies, en annexe de la séance du 12 mai 1791 », Archives Parlementaires de la Révolution Française, vol. 26, no 1,‎ 1887, p. 25–26 (lire en ligne, consulté le 14 mai 2024)
5. ↑  Aulard, François-Alphonse (1849-1928), « La Société des Jacobins : recueil de documents pour l'histoire du club des Jacobins de Paris. Tome 1 » , sur www.gallica.bnf.fr, 1889-1897 (consulté le 14 mai 2024)
6. ↑  Archives parlementaires de 1787 à 1860, Première série, tome 52, p. 48.
7. ↑  La Révellière-Lépeaux, Louis-Marie de (1753-1824), « Mémoires de La Révellière-Lépeaux, membre du Directoire exécutif de la République française et de Institut national publiés par son fils sur le manuscrit autographe de l'auteur suivis des pièces justificatives et de correspondances inédites. Tome premier » , sur www.gallica.bnf.fr, 1895 (consulté le 14 mai 2024)
8. ↑  Froullé, Jacques-François (≈1734-1794), « Liste comparative des cinq appels nominaux. Faits dans les séances des 15, 16, 17, 18 et 19 janvier 1793, sur le procès et le jugement de Louis XVI » , sur www.gallica.bnf;fr, 1793 (consulté le 14 mai 2024)
9. ↑  Archives parlementaires de 1787 à 1860, Première série, tome 62, séance du 13 avril 1793, p. 63.
10. ↑  Archives parlementaires de 1787 à 1860, Première série, tome 65, séance du 28 mai 1793, p. 534.
11. ↑  Archives parlementaires de 1787 à 1860, Première série, tome 72, séance du 12 août 1793, p. 74.
12. ↑  Archives parlementaires de 1787 à 1860, Première série, tome 73, séance du 8 septembre 1793, p. 525.

- « Urbain-René Pilastre de la Brardière », dans Adolphe Robert et Gaston Cougny, Dictionnaire des parlementaires français, Edgar Bourloton, 1889-1891 [détail de l’édition]